# جيروم سيمبسون
جيروم سيمبسون (بالإنجليزية: Jerome Simpson)‏ (و. 1986  م) هو لاعب كرة قدم أمريكية، من الولايات المتحدة، ولد في ريدسفيل، يلعب كمستقبل واسع ‏.

## التعليم
تعلم في Reidsville High School ‏.